# Louisiana-Monroe Warhawks
Louisiana-Monroe Warhawks – nazwa drużyn sportowych University of Louisiana w Monroe, biorących udział w akademickich rozgrywkach w Sun Belt Conference, organizowanych przez National Collegiate Athletic Association. 

## Sekcje sportowe uczelni

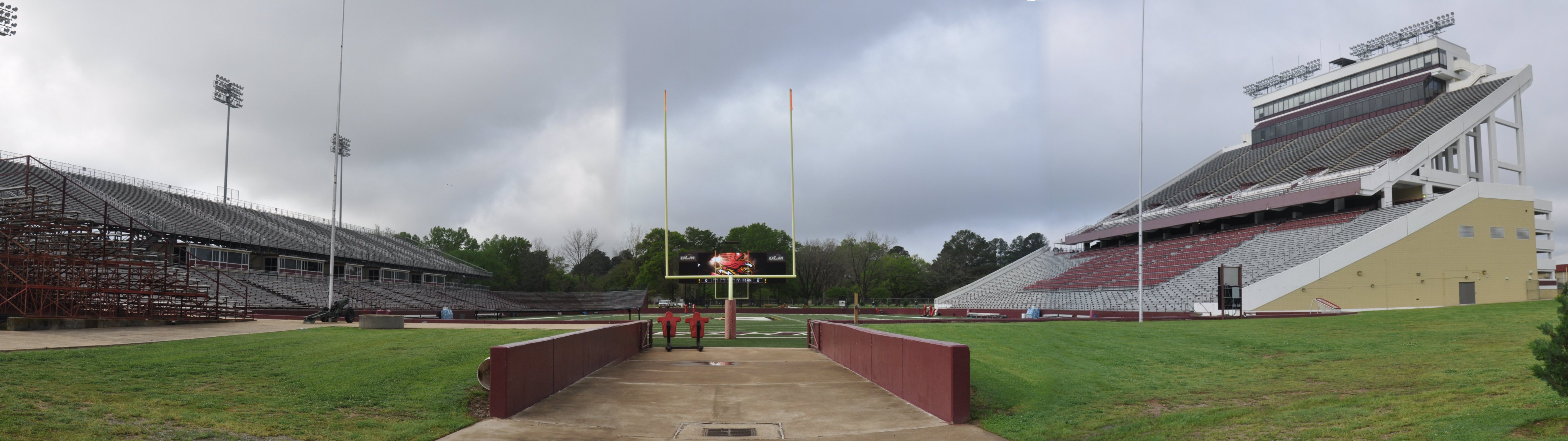
Malone Stadium.

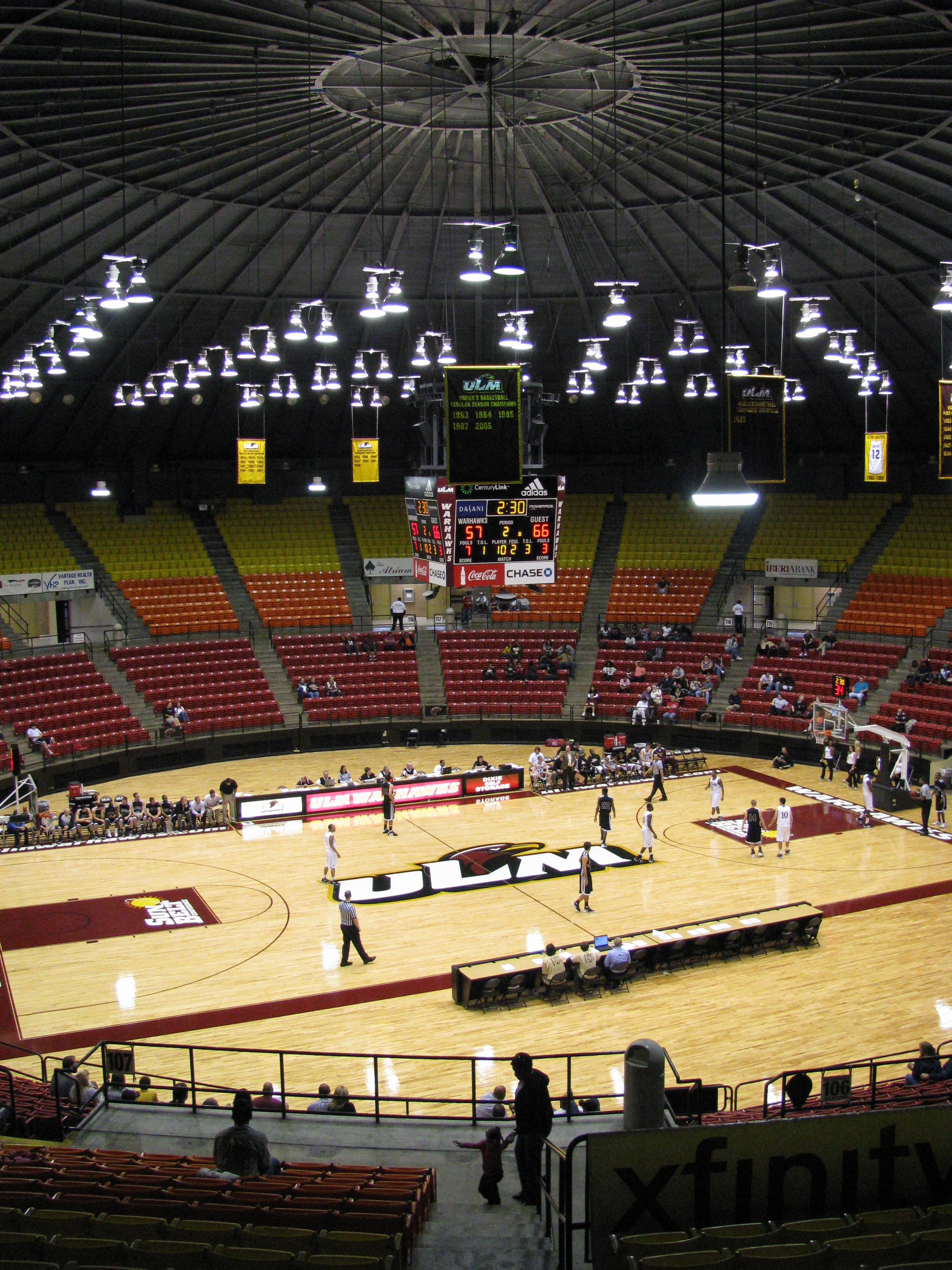
Fant–Ewing Coliseum.

| Mężczyźni - baseball - bieg przełajowy - futbol amerykański - golf - koszykówka - lekkoatletyka | Kobiety - bieg przełajowy - golf - koszykówka - lekkoatletyka - piłka nożna - siatkówka - siatkówka plażowa - softball - tenis |

## Obiekty sportowe
- Malone Stadium – stadion futbolowy o pojemności 27 617 miejsc[1]
- Fant–Ewing Coliseum – hala sportowa o pojemności 7000 miejsc, w której odbywają się mecze koszykówki i siatkówki[1]
- Warhawk Field – stadion baseballowy o pojemności 1500 miejsc[1]
- Groseclose Track at Brown Stadium – stadion lekkoatletyczny[1]
- Troy Softball Complex – stadion softballowy[1]
- Raymond Heard Stadium – korty tenisowe z trybuną o pojemności 515 miejsc[1]
- Geo-Surfaces Field – stadion softballowy o pojemności 500 miejsc[1]
- ULM Soccer Complex – stadion piłkarski o pojemności 500 miejsc[1]
- ULM Sand Volleyball Courts – boisko do siatkówki plażowej[1]